# Композиты оксид-оксид
Композиты оксид-оксид (англ. oxide/oxide composites) — композиты, все ингредиенты которых — оксиды.

## Описание
Оксид-оксидные композиты, содержащие оксидные волокна и оксидную матрицу, наряду с композитами SiC-SiC — важнейший тип высокотермостойких композитов, активно разрабатываемый в последнее десятилетие.
Поскольку все ингредиенты в таком композите хрупкие, то торможение трещины при нагружении, и, следовательно, обеспечение нехрупкого поведения может быть достигнуто одним из способов, характерных для композитов с керамической матрицей. Для этого в композит вводят ингредиенты, образующие слабую границу раздела. Такая граница возникает, например, в результате нанесения специального покрытия на волокно, которое обычно состоит либо из легко деформируемых оксидов типа ABO4 (например, LaVO4, LaPO4), либо из сильно анизотропных оксидов, таких, как гексаалюминат кальция CaAl12O19. Аналогичный результат достигается, если специальным образом организовать пористость матрицы.
Основные усилия разработчиков этого типа материалов сосредоточены на композитах с наноструктурированными волокнами, что ограничивает верхнюю температуру их применения (1100—1300 °С) из-за рекристаллизации последних. Известны также разработки оксид-оксидных композитов с монокристаллическими волокнами, рабочая температура которых может быть на 200—300 °С выше.